# Ротова порожнина людини
В анатомії людини рот є першою частиною шлунково-кишкового тракту, яка отримує їжу та виробляє слину. Рот є першим відділом системи травлення. Слизова оболонка порожнини рота — це епітелій слизової оболонки, що вистилає внутрішню частину порожнини рота.
Окрім своєї основної ролі початку травної системи, рот також відіграє важливу роль у спілкуванні. Людина не тільки видає звуки, але і з'єднує в складні комбінації. У той час як основні аспекти голосу виробляються в горлі. Язик, губи та щелепи також необхідні для створення діапазону звуків, включених у мову. Третя функція рота — участь у процесі дихання. В його обов'язки входить тільки прийом порцій повітря і перепровадження їх в дихальні шляхи, коли з якихось причин з цим не справляється ніс і частково під час розмови.
Рот складається з двох відділів, переддня і власне ротової порожнини. Рот, як правило, вологий, вистелений слизовою оболонкою і містить зуби. Губи позначають перехід від слизової оболонки до шкіри, яка покриває більшу частину тіла.

## Структура

### Порожнина рота

Анатомія порожнини рота.

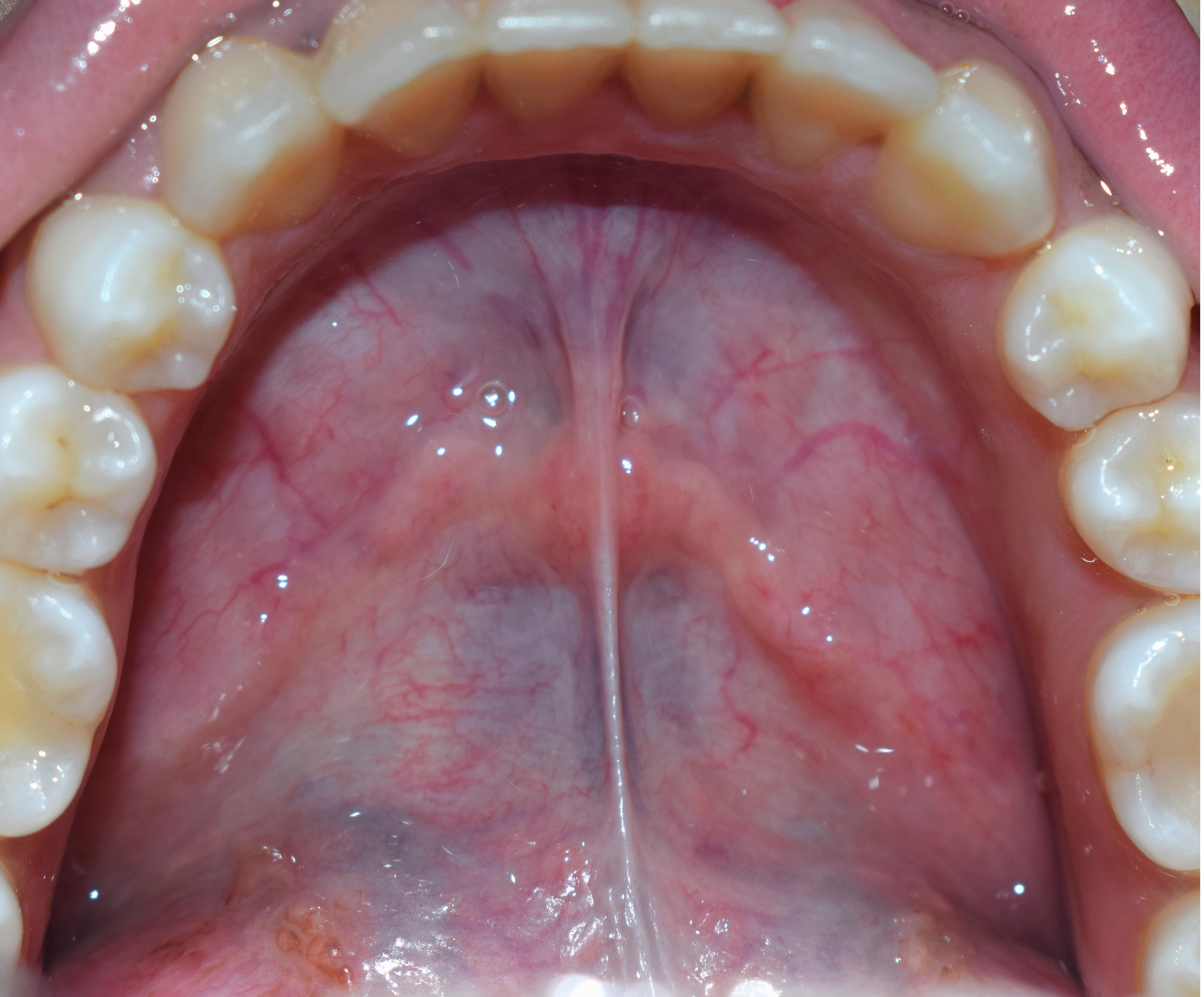
Дно рота з мовною вуздечкою та під'язиковою складкою

Рот складається з двох відділів: переддня і власне ротової порожнини. Переддень — це область між зубами, губами і щоками. Ротова порожнина обмежена з боків і спереду альвеолярним відростком (містить зуби), а ззаду — перешийком зіву. Його дах спереду утворений твердим піднебінням, а ззаду — м'яким піднебінням. Язичок виступає вниз від середини м'якого піднебіння на його задній частині. Дно утворене під'язиково — під'язиковими м'язами і зайняте переважно язиком. Слизова оболонка — слизова ротової порожнини, вистилає боки та нижню поверхню язика до ясен, а також вистилає внутрішню сторону щелепи (нижньої щелепи). У нього надходить секрет підщелепних і під'язикових слинних залоз .

### Губи

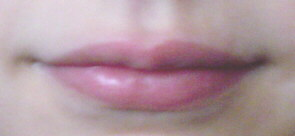
Закритий людський рот.

Губи зближуються, щоб закрити ротовий отвір, утворюючи лінію між верхньою та нижньою губами. У виразі обличчя ця лінія рота має символічну форму як парабола, відкрита вгору в усмішці, і як парабола, відкрита вниз, під час насуплених брови. Повернутий донизу рот означає лінію рота, яка утворює загнуту донизу параболу, і коли він постійний, може бути нормальним. Крім того, опущений рот може бути частиною прояву синдрому Прадера-Віллі.

### Нервове забезпечення
Зуби і періодонт (тканини, що підтримують зуби) іннервуються верхньощелепним і нижньощелепним нервами — відділами трійчастого нерва . Верхні зуби та пов'язана з ними періодонтальна зв'язка іннервуються верхніми альвеолярними нервами, гілками верхньощелепного відділу, які називаються заднім верхнім альвеолярним нервом, переднім верхнім альвеолярним нервом і змінно присутнім середнім верхнім альвеолярним нервом. Ці нерви утворюють верхнє зубне сплетення над верхньощелепними зубами. Нижні зуби та пов'язана з ними періодонтальна зв'язка іннервуються нижнім альвеолярним нервом, гілкою нижньощелепного відділу. Цей нерв проходить всередині нижньої щелепи, в нижньому альвеолярному каналі під зубами нижньої щелепи, віддаючи гілки до всіх нижніх зубів (нижнє зубне сплетення). Слизова оболонка ротової порожнини ясен на лицьовій (губній) стороні верхньощелепних різців, іклів і премолярів іннервується верхніми губними гілками підочноямкового нерва. Задній верхній альвеолярний нерв живить ясна на лицьовій стороні верхніх корінних зубів. Ясна на піднебінній стороні верхньощелепних зубів іннервуються великим піднебінним нервом, крім області різців, де це носопіднебінний нерв (довгий клиноподібно-піднебінний нерв). Ясна мовної сторони зубів нижньої щелепи іннервуються під'язиковим нервом, гілкою мовного нерва . Ясна на лицьовій стороні різців нижньої щелепи та іклів іннервуються ментальним нервом, продовженням нижнього альвеолярного нерва, що виходить із мензульного отвору. Ясна щічної (щочної) сторони молярів нижньої щелепи іннервуються щічним нервом (довгим щічним нервом).

### Розвиток
Фільтрум — це вертикальне заглиблення, утворене між фільтральними валиками між верхньою губою та носовою перегородкою, утворене там, де з'єднуються назомедіальний і верхньощелепний відростки під час розвитку ембріона. Коли ці процеси не зливаються повністю, може виникнути вовча губа, ущелина піднебіння або обидва.
Носогубні складки — це глибокі складки тканини, які простягаються від носа до боків рота. Однією з перших ознак віку на обличчі людини є збільшення носогубних складок.

## Функція
Рот відіграє важливу роль під час їжі, пиття та розмови. Дихання ротом означає акт дихання через рот (як тимчасову резервну систему), якщо є перешкода для дихання через ніс, який є призначеним органом дихання для людського тіла.
Немовлята народжуються з смоктальним рефлексом, за допомогою якого вони інстинктивно знають, що потрібно смоктати, щоб отримати їжу, використовуючи губи та щелепу. Рот також допомагає пережовувати і відкушувати їжу.
Для деяких людей з обмеженими можливостями, особливо для багатьох художників-інвалідів, які через хворобу, нещасний випадок або вроджену інвалідність втратили спритність, їхні роти займають місце їхніх рук, коли друкують, надсилають повідомлення, пишуть , малюють, картини та інші твори мистецтва, маневруючи пензлем. та інші знаряддя праці, крім основних ротових функцій. Художники, які малюють ротом, тримають пензель у роті або між зубами та маневрують ним м'язами язика та щік, але малювання ротом може бути напруженим для м'язів шиї та щелепи, оскільки голова має виконувати ті самі рухи вперед-назад, що й рука. живопис.
Чоловічий рот може вмістити в середньому 71,2 мл (2,51 англ. рідка унція; 2,41 рідка унція США), тоді як жіночий рот вміщує 55,4 мл (1,95 англ. рідка унція; 1,87 рідка унція США) .

## Подальше читання
- Nestor, James (2020). Breath: The New Science of a Lost Art (англ.). Riverhead Books. с. 304. ISBN 978-0735213616.